# Вики-движок

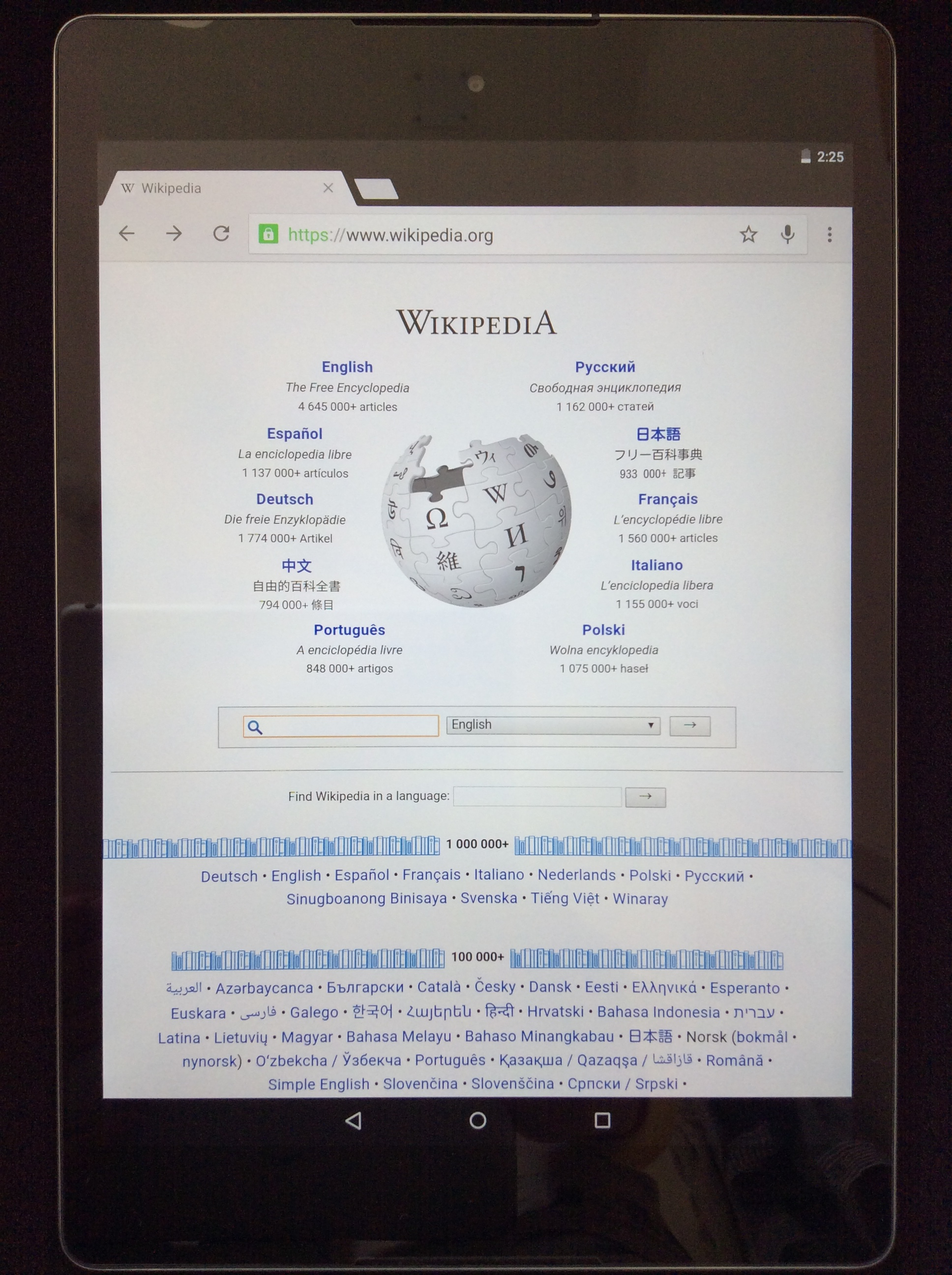
Заглавная страница Википедии

Вики-движо́к — программное обеспечение для организации вики — веб-сайта, контент которого создают сами пользователи, используя браузер. Обычно вики-движок является веб-приложением, выполняемым на одном или нескольких серверах. Контент, включая всю историю правок, хранится в базе данных или файловой системе. Вики-движок — один из типов CMS.
Существует множество вики-движков, написанных на различных языках программирования, включая открытое и проприетарное ПО.

## История
Первый вики-движок WikiWikiWeb был создан в 1994 году американским программистом Уордом Каннингемом. Позднее он был переименован в WikiBase. Каннингем объяснил выбор названия движка тем, что он вспомнил работника международного аэропорта Гонолулу, посоветовавшего ему воспользоваться вики-вики шаттлом — небольшим автобусом, курсировавшим между терминалами аэропорта. Слово «wiki» на гавайском языке означает «быстро»; Каннингем же планировал сделать движок, позволявший пользователям максимально быстро редактировать и создавать статьи.

## Использование
Существует три основных типа использования технологии вики: публичные вики, создающиеся сообществом читателей; частные корпоративные вики, используемые как правило для хранения документации; личные, используемые в качестве дневника или блога. Поскольку многие современные движки имеют гибкую настройку пользовательских прав, один и тот же движок может использоваться во всех трех перечисленных типах. 

### Публичные вики
Доступ к публичной вики имеет каждый: часто (но не всегда) для совершения правок не требуется регистрации. Значительная часть таких вики создана на базе движка MediaWiki. Яркий пример — Википедия.

### Корпоративные (Организационные) вики
Корпоративные вики используются для хранения документации и обмена знаниями между сотрудниками в компаниях.
Многие компании, правительственные, некоммерческие и образовательные организации используют вики — Adobe Systems, Amazon.com, Intel, Microsoft, НИУ ВШЭ.

### Персональные вики
Персональные вики предназначены для организации структурированных дневников и заметок. Могут быть как однопользовательскими так и многопользовательскими.

## Языки программирования
Существуют вики-движки написанные на разных языках программирования: 
PHP, например MediaWiki, BookStack
Python, например MoinMoin
Perl, например TWiki
и другие.